# Llista d'episodis de Fly
Fly (ドラゴンクエスト - ダイの大冒険, Dragon Quest - Dai no Daibōken) és una sèrie de manga i anime basada en la saga de videojocs Dragon Quest. Narra les aventures d'en Fly, un nen criat pel seu avi en una illa pacífica anomenada Dermlín, on habiten criatures i monstres en pau i harmonia. Després de ser entrenat per l'heroi llegendari Ivan, i juntament amb els seus deixebles com el Pop o la Mam, s'enfrontaran els diferents caps de l'exèrcit dels dimonis.
La sèrie d'anime fou produïda per Toei Animation i Nippon Animation. Està formada per 46 capítols de 25 minuts de durada.
Fou dirigida per Nobutaka Nishizawa i la música fou composta per Koichi Sugiyama, el mateix responsable la banda sonora dels videojocs de la saga Dragon Quest. Fou estrenada pel canal TBS el 17 d'octubre de 1991 fins al 24 de setembre de 1992. Degut a la manca de pressupost, la sèrie fou escurçada a 46 capítols deixant sense adaptar alguns capítols del manga i presentant un final alternatiu que no conclou la història.
A Catalunya, la sèrie d'anime fou emesa per TV3 entre el 13 d'abril i el 15 de juny de 1993, aconseguint un notable èxit. Posteriorment, fou reemesa pel canal K3 en diverses ocasions.

## Llista d'episodis
Aquesta llista és la relació d'episodis de Fly amb el títol original i el traduït en català així com la seva data d'estrena a TV3:
| #  | Títol en català | Data d'estrena al Japó | Data d'estrena a Catalunya |
| -- | --- | ---------------------- | -------------------------- |
| 1  | Sóc un petit guerrer Ore wa Chiisana Yuusha Dai!! (オレは小さな勇者ダイ！！) | 17 d'octubre de 1991   | 13 d'abril de 1993         |
| 2  | No deixaré matar la princesa Liona Shinasete tamaru ka Leona Hime (死なせてたまるかレオナ姫)                                                                                                 | 24 d'octubre de 1991   | 14 d'abril de 1993         |
| 3  | La marca del drac resplandeix al cap d'en Fly Ikarire Dai! Teruke Dragon no Monshou!! (怒れダイ!輝け竜[ドラゴン]の紋章!!)                                                                    | 31 d'octubre de 1991   | 15 d'abril de 1993         |
| 4  | Ivan, mestre de guerrers Yuusha no Kateikyoushi Aban Toujou (勇者の家庭教師アバン登場) | 7 de novembre de 1991  | 16 d'abril de 1993         |
| 5  | L'escola de l'Ivan. L'aprenentatge especial per ser un heroi! Aban Ryuu Yuusha no Chou Tokkusen!! (アバン流・勇者の超特訓!!)                                                                 | 14 de novembre de 1991 | 19 d'abril de 1993         |
| 6  | Apareix en Hadler, el Rei Dimoni! Derrota'l amb la tècnica de la mort, el tall de l'Ivan Mahou Hudler Shutsugen! Kimeru Hissatsu Waza Uminami Kiri!! (魔王ハドラー出現!キメろ必殺技海波斬!!) | 21 de novembre de 1991 | 20 d'abril de 1993         |
| 7  | La meva llicència temporal és el meu diploma de confrontació. En Hadler contra l'Ivan Sotsugyou no Akashi wa Karimen, Kessen!! Hudler tai Aban (卒業の証は仮免、決戦!!ハドラー対アバン)      | 28 de novembre de 1991 | 21 d'abril de 1993         |
| 8  | Ha estat inútil l'autosacrifici de l'Ivan? Ataca, talla! Aban Jiko Gisei Jumon ni Chiru!? Ute, Saikō Waza!! (アバン自己犠牲呪文に散る!? 撃て·最高技‼)                                        | 5 de desembre de 1991  | 22 d'abril de 1993         |
| 9  | Adéu-siau illa de Dermlín! És l'hora de marxar a la recerca de la gran aventura Saraba Delmurin Shima! Daibouken he no Tabidachi!! (さらばデルムリン島!大冒険への旅立ち!!)                   | 12 de desembre de 1991 | 23 d'abril de 1993         |
| 10 | En Krocodin, Rei de les Bèsties, entra al Laberint del bosc Samayoeru Ma no Mori! Kedamono Ou Crocodine Toujou (さまよえる魔の森!獣王クロコダイン登場)                                       | 19 de desembre de 1991 | 26 d'abril de 1993         |
| 11 | En Fly contra el cocodril amb l'espasa letal de l'Ivan Unaru Shinkuu no Ono! Mukae Geki te Aban Ryuu Katanasatsubou (うなる真空の斧!むかえ撃てアバン流刀殺法)                                | 9 de gener de 1992     | 27 d'abril de 1993         |
| 12 | El record del nostre mestre Ivan, la pistola màgica Warera ga Shi Aban, Madan Gun ni Nokosareta Omoide (我らが師アバン、魔弾銃[ガン]に残された思い出)                                        | 16 de gener de 1992    | 28 d'abril de 1993         |
| 13 | És una trampa del bisbe Saboera? Youma Shikyou Zaboela no Wana A!? Nise Yuusha Goichigyousama (妖魔司教ザボエラの罠 あ!?ニセ勇者御一行様)                                                    | 23 de gener de 1992    | 29 d'abril de 1993         |
| 14 | L'atac de l'exèrcit de les besties Hyakujuu Madan Soushingeki!! Romos Oukoku Kiki wo Sugue! (百獣魔団総進撃!!ロモス王国の危機を救え!)                                                        | 30 de gener de 1992    | 30 d'abril de 1993         |
| 15 | Per què en Blas ataca en Fly? El malvat bisbe estrafolari Naze? Dai wo Osou Brass!! Hiretsu nari Youma Shikyou (なぜ?ダイを襲うブラス!!卑劣なり妖魔司教)                                     | 6 de febrer de 1992    | 3 de maig de 1993          |
| 16 | Espavila't Pop, una mica de coratge! Furui Okose Pop! Hitokakera no Yuuki wo!! (ふるい起こせポップ!ひとかけらの勇気を!!)                                                                     | 13 de febrer de 1992   | 4 de maig de 1993          |
| 17 | L'encanteri miraculós i l'amistat Kiseki wo Yobu Haja Jumon!! Yuujou yoi Makoko ni... (奇跡を呼ぶ破邪呪文!!友情よいまここに‥‥)                                                               | 20 de febrer de 1992   | 5 de maig de 1993          |
| 18 | L'atac directe sota l'emblema de la ràbia Ikari no Monshou ga Chokugeki!! Hoeru Kedamono Ou Crocodine (怒りの紋章が直撃!!ほえる獣王クロコダイン)                                             | 27 de febrer de 1992   | 6 de maig de 1993          |
| 19 | Els líders dels sis cossos es reuneixen Umi wo Watare Dai! Maou Ikusa 6 Daigun Danchou Shuugetsu!! (海を渡れダイ!魔王軍6大軍団長集結!!)                                                      | 5 de març de 1992      | 7 de maig de 1993          |
| 20 | El malvat espadatxí Henky Osorubeki Teki Arawaru!? Ma Ken Senshi Hyunkel! (恐るべき敵あらわる!?魔剣戦士ヒュンケル!)                                                                          | 12 de març de 1992     | 10 de maig de 1993         |
| 21 | L'espasa diabòlica Chichi no Kataki wa Aban!? Nikushimi no Kuroki Saikyou Ken!! (父の敵[かたき]はアバン!?憎しみの黒き最強剣!!)                                                               | 19 de març de 1992     | 11 de maig de 1993         |
| 22 | La mà manipuladora del dimoni ataca en Fly Ankoku Touki! "Tou Ma Kairai Tanagokoro" ga Dai wo Osou!! (暗黒闘気!“闘魔傀儡掌”がダイを襲う!!)                                                   | 26 de març de 1992     | 12 de maig de 1993         |
| 23 | La Mam està en perill. Ajuntem les nostres forces i fem caure un llamp Mam no Kiki! Chikara wo Awasete Inazuma Yoge!! (マァムの危機!力を合わせて稲妻を呼べ!!)                                | 16 d'abril de 1992     | 13 de maig de 1993         |
| 24 | El castell subterrani del dimoni. El laberint de la mort Mam wo Sukue! Chitei Ma Shiro Sennyuu Shi no Dungeon!! (マァムを救え!地底魔城潜入・死の迷宮[ダンジョン]!!)                          | 23 d'abril de 1992     | 14 de maig de 1993         |
| 25 | Gràcies pels records Omoide wo... Arigatou... Shinjitsu no Chichi no Koe!! (思い出を…ありがとう…真実の父の声!!)                                                                              | 30 d'abril de 1992     | 17 de maig de 1993         |
| 26 | Adéu a en Henky, el lluitador solitari Saraba Kodoku no Senshi Hyunkel!! Kecchaku no Mahouken (さらば孤独の戦士ヒュンケル!!決着の魔法剣)                                                     | 7 de maig de 1992      | 18 de maig de 1993         |
| 27 | L'operació salvem la Princesa Liona Sora kara Kita Mikata!! Dai yo Kyuuge Leona no Moto he (空から来た味方!!ダイよ急げレオナのもとへ)                                                        | 14 de maig de 1992     | 19 de maig de 1993         |
| 28 | L'heroi contra en Santor, el general de les Flames de Gel Leona wa Ore ga Mamoru! Taiketsu!! Yuusha tai Hien Shogun (レオナはオレが守る!対決!!勇者対氷炎将軍)                                | 21 de maig de 1992     | 20 de maig de 1993         |
| 29 | La Princesa Liona s'ha convertit en una bellesa de gel Hien Kekkai!! Aa! Leona ga Kooreru Bijou ni... (氷炎結界!!ああ!レオナが凍れる美女に…)                                                 | 28 de maig de 1992     | 21 de maig de 1993         |
| 30 | Les lliçons especials del gran mag Matorif Aban no Tomo!? Dai Ma Michi Shi Matolif no Dai Tokkun!! (アバンの親友[とも]!?大魔導士マトリフの大特訓!!)                                          | 4 de juny de 1992      | 24 de maig de 1993         |
| 31 | Cap a l'illa de la Gabarra Leona Kyuushutsusakusen no Hajimari da! Baruji Shima Jyouriku!! (レオナ救出作戦の始まりだ!バルジ島上陸!!)                                                         | 11 de juny de 1992     | 25 de maig de 1993         |
| 32 | El salvador immortal Shukuteki Hudler!! Pop yo Yuuki de Tachimukae!! (宿敵ハドラー!!ポップよ勇気で立ち向かえ!!)                                                                              | 18 de juny de 1992     | 26 de maig de 1993         |
| 33 | El retorn d'en Henky Senshi wa Fukkatsushita!! Gekitou Hyunkel tai Hudler (戦士は復活した!!激突ヒュンケル対ハドラー)                                                                         | 25 de juny de 1992     | 27 de maig de 1993         |
| 34 | L'increïble atac de la gran creu Inochi no Kagayaki! Saishuu Touki Grand Cross!! (いのちの輝き!最終闘気・グランドクルス!!)                                                                   | 2 de juliol de 1992    | 28 de maig de 1993         |
| 35 | La pugna mortal d'en Santor per la victòria Fureizādo Shōri e no Shūnen! Arashi no Dangan Bakkasan (フレイザード勝利への執念! 嵐の弾岩爆花散)                                                | 9 de juliol de 1992    | 31 de maig de 1993         |
| 36 | El cop de gel de l'Ivan Deta! Aban Ryuu Saigo no Okugi Soraretsukiri (でたっ!アバン流最後の奥義・空裂斬)                                                                                     | 16 de juliol de 1992   | 1 de juny de 1993          |
| 37 | En Fly aprèn a utilitzar les tècniques de l'Ivan Aban Sutorasshu!! Ima... Subete o Kiru... (アバンストラッシュ‼ いま...すべてを斬る...)                                                      | 23 de juliol de 1992   | 2 de juny de 1993          |
| 38 | La victòria i la decisió de la Mam Aban no Shito no Michi... Soshite, Mam no Hetsui (アバンの使徒の道…そして、マァムの決意)                                                                  | 30 de juliol de 1992   | 3 de juny de 1993          |
| 39 | Adéu-siau, Mam Subarashiki Nakama Mam yo, Mata au Hi made... (すばらしき仲間マァムよ、また会う日まで…)                                                                                       | 6 d'agost de 1992      | 4 de juny de 1993          |
| 40 | Anem a comprar a Bengana Bengaana he Kaimono da!! Depaato he Ikou! (ベンガーナへ買い物だ!!デパートへ行こう!)                                                                                 | 13 d'agost de 1992     | 7 de juny de 1993          |
| 41 | L'exèrcit del Súper-Drac Chou Ryuu Gundan Jyouriku! Bengaana no Machi wo Mamore!! (超竜軍団上陸!ベンガーナの街を守れ!!)                                                                      | 20 d'agost de 1992     | 8 de juny de 1993          |
| 42 | El misteriós Regne de Teran Shinpi no Kuni Teran Oukoku... Densetsu ni Nemuru Dragon no Kishi! (神秘の国テラン王国…伝説に眠る竜[ドラゴン]の騎士!)                                            | 27 d'agost de 1992     | 9 de juny de 1993          |
| 43 | La intensitat d'en Fly Ryuuki Shou Baran wa Kataru... Dragon no Kishi no Shimei! (竜騎将バランは語る…竜[ドラゴン]の騎士の使命!)                                                              | 3 de setembre de 1992  | 10 de juny de 1993         |
| 44 | La lluita entre pare i fill Oyako no Kizuna wa Kanashiki Sadame! Chichi to Ko no Tatakai!! (親子の絆は悲しき運命[さだめ]!父と子の闘い!!)                                                     | 10 de setembre de 1992 | 11 de juny de 1993         |
| 45 | Jugar-s'hi la vida Saikyuu no Himitsu wa Dragonicoora!? Oretachi no Dai wo Mamore! (最強の秘密は竜闘気[ドラゴニックオーラ]!?オレ達のダイを守れ!)                                             | 17 de setembre de 1992 | 14 de juny de 1993         |
| 46 | Pel camí més llarg Dai yo Tachi Uegare! Yuusha no Michi wa Eien ni! (ダイよ立ち上がれ!勇者の道は永遠に!)                                                                                     | 24 de setembre de 1992 | 15 de juny de 1993         |